# Львов, Григорий Петрович
Григорий Петрович Львов (1867 — ?) — крестьянин, депутат II Государственной Думы от Пензенской губернии.

## Биография
Крестьянин. Окончил сельскую школу. Занимался земледелием на своём наделе. В момент выборов в Думу оставался беспартийным.
Во Государственную думу II созыва избран  от съезда уполномоченных от волостей Пензенской губернии. Вошёл в состав Трудовой группы и фракции Крестьянского союза. Состоял в думской Комиссии о нормальном отдыхе служащих в торговых и ремесленных заведениях. С думской трибуны не выступал. 
Дальнейшая судьба и дата смерти неизвестны.

### Архивы
- Российский государственный исторический архив. Фонд 1278. Опись 1 (2-й созыв).  Дело 254.